# Tomisaburō Wakayama

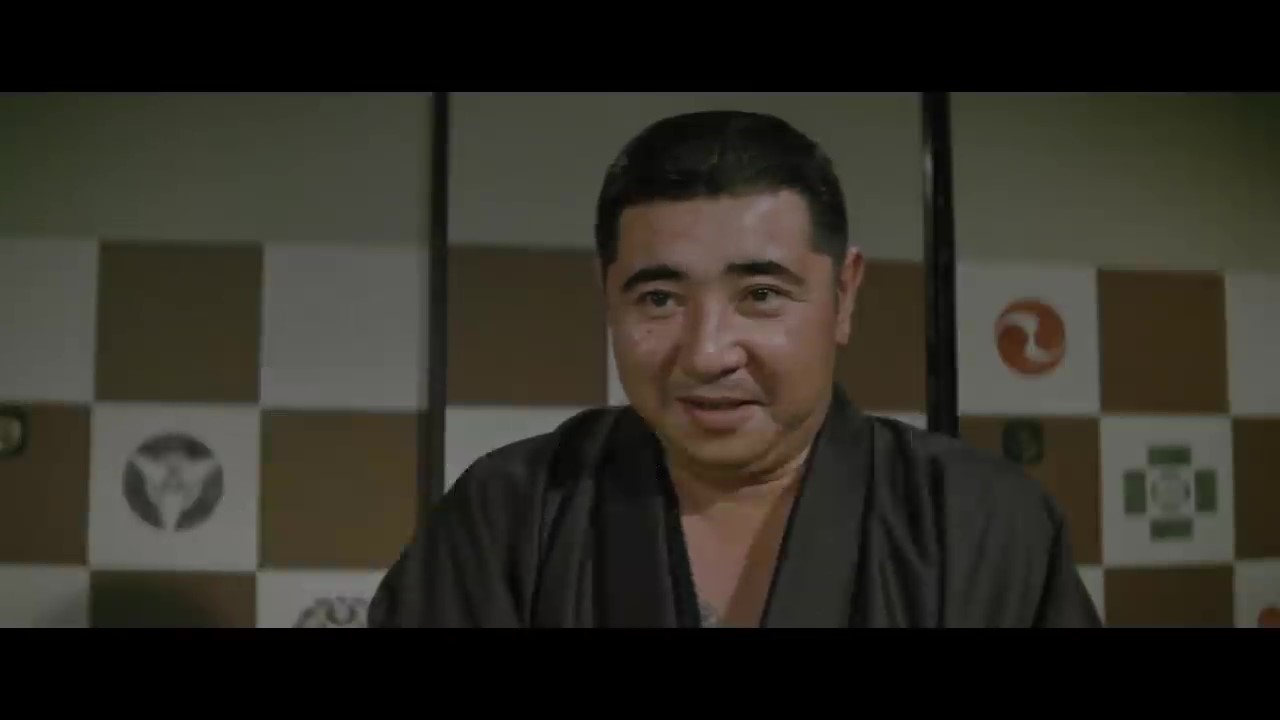

Tomisaburō Wakayama (jap. 若山 富三郎, Wakayama Tomisaburō; * 1. September 1929 in Tokio, Japan; † 2. April 1992 in Kyōto, Japan) war ein japanischer Schauspieler. Seine bekannteste Rolle war die des ehemaligen Kōgi Kaishaku-Nin, „Henker“ der Regierung, und jetzigen Auftragsmörder Ittō Ogami in der Kozure-Ōkami-Filmreihe, der mit seinem Sohn im Kinderwagen durch das Japan der Edo-Zeit zieht. Die sechs Filme der Reihe gehören zu den bekanntesten Werken des Samuraifilm-Genre.

## Biografie

### Frühe Jahre
Tomisaburō Wakayama wurde in eine Familie von Kabuki-Schauspielern hineingeboren. Mit seinem jüngeren Bruder Shintarō Katsu folgte er seinem Vater bald an das Theater. Vom Theater gelangweilt, begann er mit 13 Jahren Judo zu trainieren und erreichte darin den 4. Dan. In dieser Zeit gab er das Theater schließlich ganz auf. Als die japanische Filmfirma Tōhō auf ihn aufmerksam wurde, arbeitete er als Judolehrer. Er wurde als zukünftiger Martial-Arts-Star in den damals populären Jidai-geki-Filmen verpflichtet.

### Schauspielkarriere
Zur Vorbereitung seiner Filmkarriere praktizierte Wakayama weitere Kampfkünste, wie Kempō, Iaidō, Kendō, oder Bōjutsu. Diese wendet er schließlich in seiner wichtigsten Rolle, der des Ittō Ogami in der Kozure-Ōkami-Filmreihe, an. Nach dieser Filmreihe spielte Wakayama in verschiedenen Filmen mit. Es wird angenommen, dass er in 250 bis 500 Filmen mitgewirkt hat. Da es jedoch aus dieser Zeit keine genauen Aufzeichnungen gibt, sind diese Zahlen nicht gesichert.
Seine einzigen Rollen in einem amerikanischen Film waren die eines Baseballtrainers in The Bad News Bears Go To Japan (dt. Die Bären sind nicht mehr zu bremsen) und als Yakuza-Boss und Gegenspieler von Michael Douglas in Ridley Scotts Black Rain.

### Tod
Wakayama starb am 2. April 1992 an den Folgen eines Herzanfalls in einem Krankenhaus in Kyōto. Sein Tod beendete seine gerade zunehmende Popularität im Westen, die seiner Schauspielkarriere neuen Antrieb hätte geben können.

## Filmografie (Auswahl)
- 1955: Gyakushu Orochimaru
- 1959: Hayate Monzaburo
- 1962: Zoku Zatoichi Monogatari
- 1962: Shinobi no Mono
- 1963: Zoku Shinobi no Mono
- 1963: Ninja 3
- 1964: Zatoichi Senryo-kubi
- 1964: Shinobi no Mono: Kirigakure Saizo
- 1970: Hitokiri Kannon-uta
- 1972: Junko Intai Kinen Eiga: Kanto Hizakura Ikka
- 1972: Okami – Das Schwert der Rache (Kozure Okami: Ko o Kashi Udekashi Tsukamatsuru)
- 1972: Okami – Am Totenfluss (Kozure Okami: Sanzu no Kawa no Ubaguruma)
- 1972: Okami – Der Wind des Todes (Kozure Okami: Shi ni kaze ni Mukau Ubaguruma)
- 1972: Okami – Die tätowierte Killerin (Kozure Okami: Oya no Kokoro Ko no Kokoro)
- 1973: Okami – Der weiße Pfad der Hölle (Kozure Okami: Meifu Mado)
- 1974: Okami – Blutiger Schnee (Kozure Okami: Jigoku e Iku zo! Daigoro)
- 1978: Die Bären sind nicht mehr zu bremsen (Bad News Bears Go to Japan)
- 1980: Shogun Assassin
- 1982: Irezumi – Die tätowierte Frau (Sekka Tomurai Zashi)
- 1989: Black Rain
- 1990: Jotei: Kasuga no Tsubone
- 1991: Ote